# 席蔚菁
席蔚菁（1966年—），女，安徽合肥人，汉族，中华人民共和国政治人物、第十一届全国人民代表大会安徽地区代表。
毕业于南京师范大学法学专业。担任安徽省盲人职业学校校长。2008年起担任全国人大代表。